# Kościół św. Wojciecha we Fromborku
Kościół św. Wojciecha we Fromborku – zabytkowy, neogotycki, kościół, znajdujący się we Fromborku, przy ulicy Elbląskiej 5. Dawniej należał do istniejącej w mieście od 1772 roku wspólnoty ewangelickiej. Budynek powstawał w latach 1857–1861, jego projektantem był Friedrich August Stüler z Berlina. W 1903 do kościoła dobudowano dom parafialny.
Obecnie dawny dom parafialny jest siedzibą zboru Chrystusa Zbawiciela we Fromborku – Kościoła Zielonoświątkowego. Kościół jest zaś katolicką kaplicą pogrzebową.